# Agram 2000
Agram 2000 là loại súng tiểu liên của Croatia được thiết kế trong giai đoạn đầu trong cuộc nội chiến ở Nam Tư lấy nền tảng từ khẩu Beretta M12. Chúng được sử dụng nhiều trong các lực lượng dân quân tự vệ, du kích, các đội đặc nhiệm thậm chí cả các lực lượng nổi dậy cũng sử dụng loại vũ khí này nhưng nó chỉ được dùng với một số lượng nhỏ trong quân đội Croatia (cho dù loại súng này không được chính thức đưa vào sử dụng trong quân đội). Loại súng này rất phổ biến trong thế giới ngầm ở châu Âu vì nó khá dễ sản xuất trong các xưởng cơ khí như một loại súng dùng để tự vệ.

## Thiết kế
Các mẫu đầu tiên của Agram 2000 được sản xuất năm 1992 sau đó đã được thay đổi lại một số chi tiết trong thiết kế. Đơn giản tối đa quy trình sản xuất. Cũng như cơ chế nạp đạn tự động blowback. Nó có 18 lỗ trên nòng súng có tác dụng làm mát. Nút khóa an toàn nằm phía tay trái của súng.
Các lỗ thông hơi có tác dụng làm mát cũng như làm giảm áp lực khí khi bắn giúp giảm thiểu tối đa độ giật của súng. Nếu không có các lỗ thông này thì nòng súng có thể nóng đỏ lên sau khi bắn liên tiếp nhiều băng đạn. Agram 2000 cho phép gắn thêm một ống hãm thanh ở đầu nòng súng.
Tầm bắn hiệu quả của Agram 2000 là từ 50 đến 150 m.
Agram 2000 không có báng súng nó một lỗ ở phần tay cầm nòng súng để giúp người sử dụng có thể dễ cầm súng hơn.

## Khuyết điểm
Do làm bằng vật liệu kém chất lượng (loại không thường dùng để chế tạo máy móc hay thường là các vật liệu tái chế) nên loại súng này không có độ ổn định cao. Thiếu báng súng và nòng tương đối ngắn khiến nó không chính xác cao khi bắn vào mục tiêu.

## Sử dụng
Cho dù mục đích chế tạo ban đầu của Agram 2000 là để chiến đấu trong cuộc nội chiến nhưng hiện nay nó lại được dùng nhiều trong các cuộc chiến giữa các băng Đảng tội phạm trên khắp châu Âu hay thực hiện những vụ ám sát do tính dễ chế tạo của loại súng này.